# 李挺漢
李挺漢（韓語：이정한，1601年10月20日（宣祖三十四年九月二十五）—1671年10月2日（顯宗十二年八月三十）），字秀甫（韓語：수보），是朝鮮王朝時代的王族成員、都正宮嗣孫。

## 生平
李挺漢是凝川君李潡與星山縣夫人李氏之子，初名李大承（韓語：이대승），有同母弟弟李錫漢，初授敦寧都正（韓語：돈녕도정），後在仁祖十八年（1640年）授五衛都摠府副摠管，同年升為摠管。
仁祖二十一年（1643年），朝廷以李挺漢作安州迎慰使（韓語：안주영위사），負責在安州接待清朝使節；到孝宗時，他曾被任命為黃州迎慰使（韓語：황주영위사）與義州迎慰使（韓語：의주영위사）。
顯宗二年（1661年），李挺漢出任開城府別問安使（韓語：개성부별문안사），到顯宗十二年（1671年）逝世，虛歲71歲，其官職為嘉義大夫（韓語：가의대부）、同知敦寧府事（韓語：동지돈녕부사）。

## 家族關係
- 高祖父：德興大院君李岹
- 高祖母：河東府大夫人鄭氏
- 曾祖父：河原君李鋥
- 曾祖母：南陽郡夫人（朝鲜语：남양군부인）洪氏，江寧君洪暹女[3]
- 祖父：唐恩君李引齡
- 祖母：密陽郡夫人朴氏，朴啟賢（韓語：박계현）女[3]
- 父親：凝川君李潡
- 母親：星山縣夫人李氏，李稶（韓語：이욱）女[3]
- 正室：貞夫人尹氏，尹暒（韓語：윤청）女[3]
  - 養子：李弘逸（朝鲜语：이홍일），實李挺漢弟李錫漢子
  - 長女：適張善淵（韓語：장선연）
  - 次女：適許珽（韓語：허정）
  - 三女：適沈材（韓語：심재）
- 繼室：貞夫人沈氏，沈勗（韓語：심욱）女[3]
  - 四女：適宋基泰（韓語：송기태）
  - 五女：適洪天叙（韓語：홍천서）
  - 六女：適金錫衍（朝鲜语：김석연）

## 附註
1. 1 2 3  《嘉義大夫同知敦寧府事李挺漢墓》
2. 1 2  .   [2015-04-08]. （原始内容存档于2015-04-15）.
3. 1 2 3 4 5 6  《璿源系譜紀略》10卷·中宗大王
4. ↑  《承政院日記》(1631年辛未/崇禎4年) 旧曆5月26日(己亥)條
5. ↑  《承政院日記》(1640年庚辰/崇禎13年) 旧曆1月8日(庚申)條
6. ↑  《承政院日記》(1640年庚辰/崇禎13年) 旧曆5月14日(甲午)條
7. ↑  《承政院日記》(1643年癸未/崇禎16年) 旧曆8月9日(己亥)條
8. ↑  《承政院日記》(1651年辛卯/順治8年) 旧曆1月3日(辛巳)條
9. ↑  《承政院日記》(1657年丁酉/順治14年) 旧曆2月13日(丙戌)條
10. ↑  《承政院日記》(1661年辛丑/順治18年) 旧曆2月4日(甲申)條

| 前任： 父親凝川君李潡 | 都正宮宗主 | 繼任： 養子李弘逸 |